# Macaye
Macaye (baskisch Makea) ist eine französische Gemeinde mit 594 Einwohnern (Stand 1. Januar 2022) im Département Pyrénées-Atlantiques in der Region Nouvelle-Aquitaine (vor 2016: Aquitanien). Die Gemeinde gehört zum Arrondissement Bayonne und zum Kanton Baïgura et Mondarrain (bis 2015: Kanton Hasparren).
Die Bewohner werden Makear genannt.

## Geographie
Macaye liegt ca. 60 km südöstlich von Bayonne in der historischen Provinz Labourd im französischen Teil des Baskenlands.
Die höchste Erhebung im Gebiet der Gemeinde ist der Mont Baïgura (892 m).
Umgeben wird Macaye von den Nachbargemeinden:
| Cambo-les-Bains | Hasparren                                   |                   |
| Louhossoa       | Kompassrose, die auf Nachbargemeinden zeigt | Mendionde         |
| Bidarray        | Ossès                                       | Hélette Irissarry |

Macaye liegt im Einzugsgebiet des Flusses Adour. Der Fluss Mouline, ein Nebenfluss der Nive, durchquert das Gebiet der Gemeinde.

## Geschichte
Mehrere Cromlechs im Ortsteil Mendizabale und auf dem Pic de Mokorreta weisen auf eine urgeschichtliche Besiedelung des Landstrichs hin. 1154 kaufte Roger de Belzunce die Vicomté von Macaye vom Vicomte von Dax und wurde somit Vasall des englischen Königs seit der Heirat von Eleonore von Aquitanien mit Heinrich Plantagenet. Am Ende des Hundertjährigen Krieges beteiligten sich Arnaud IV., Grundherr von Belzunce d’Ayherre, Vicomte von Macaye und Lissague, und sein Sohn Jean an der Rückeroberung des Labourd von England unter dem Kommando von Gaston IV., Vicomte des Béarn, und setzten der englischen Herrschaft ein Ende. Im Frühjahr 1451 wurde der Friedensvertrag auf der Burg der Belzunce in Ayherre unterschrieben. In dieser Zeit entwickelte sich das Dorf auf einem Pilgerweg nach Santiago de Compostela. Die Vicomté gelangte im 17. Jahrhundert in den Besitz der Castagnoles, 1719 durch Heirat in die Hände der Familie Haraneder. Nicolas de Haraneder, der letzte Vicomte von Macaye, war Abgeordneter des Adels des Labourd in den Generalständen von 1789 am Vorabend der Französischen Revolution. 1790 wurde Macaye Hauptsitz eines Kantons, der neben Macaye die Gemeinden Mendionde und Louhossoa umfasste. Während der Terrorherrschaft wurde wie viele umliegende Dörfer auch Macaye wegen der Nähe zur spanischen Grenze zur commune infâme erklärt. In Folge des Erlasses vom 3. März 1794 wurde ein Großteil der Bewohner in benachbarte Départements deportiert.
Toponyme und Erwähnungen von Macaye waren:
- Paganduru und Pagandurua (1249),
- Maqueyagua und Maqueya (1311),
- Macayagua (1344),
- Maccaie (1399),
- Maccaie (1599, Urkunden des Königreichs Navarra),
- Maquaie und Sanctus-Stephanus de Macaye (1683, Kollationen des Bistums Bayonne),
- Maccaye (1750, Karte von Cassini),
- Macaye (1793, Notice Communale),
- Maccaye (1801, Bulletin des lois) und
- Macaye (1863, Dictionnaire topographique du département des Basses-Pyrénées).[7][6][8][9]

### Einwohnerentwicklung
Nach Höchstständen der Einwohnerzahl von rund 870 in der ersten Hälfte des 19. Jahrhunderts reduzierte sich die Zahl bei kurzen Erholungsphasen bis zu den 1980er Jahren auf rund 460 Einwohnern, bevor sich der Trend umkehrte und ein moderates Wachstum einsetzte.
| Jahr      | 1962 | 1968 | 1975 | 1982 | 1990 | 1999 | 2006 | 2009 | 2022 |
| --------- | ---- | ---- | ---- | ---- | ---- | ---- | ---- | ---- | ---- |
| Einwohner | 504  | 512  | 468  | 463  | 476  | 529  | 530  | 554  | 594  |

## Sehenswürdigkeiten

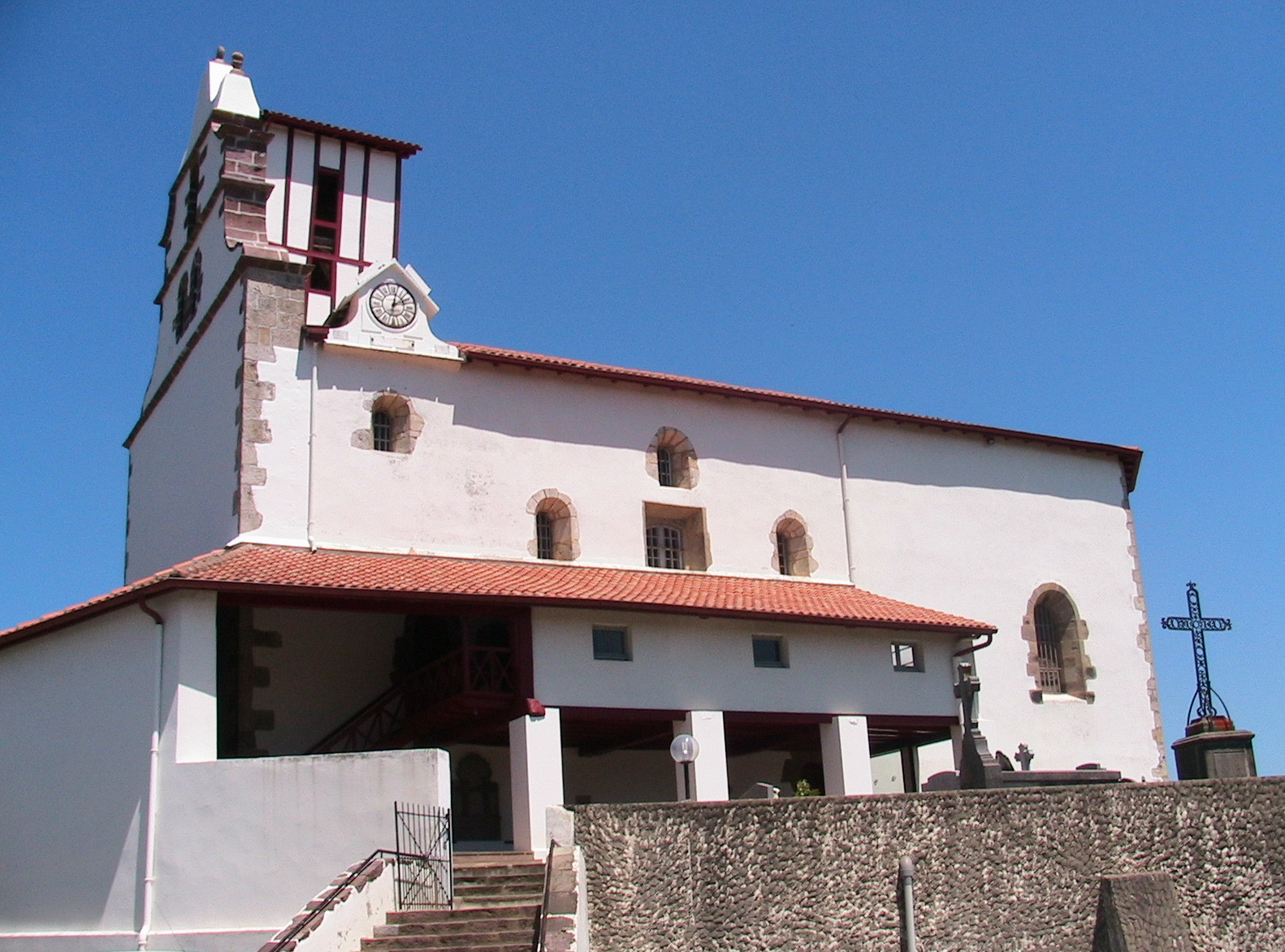
Pfarrkirche Saint-Étienne in Macaye

- Pfarrkirche, geweiht dem heiligen Stephanus. Die Kirche ist im 17. Jahrhundert inmitten eines Friedhofs errichtet, auf dem sich zahlreiche scheibenförmige Grabstelen, Hilarri genannt, befinden. Ihr Glockengiebel ist ein typisches Beispiel für Kirchenbauten im Labourd. Der Boden des Eingangsvorbaus ist mit Grabplatten belegt. Emporen auf mehreren Ebenen umlaufen innen das einschiffige Langhaus. Wie in allen Kirchen des Baskenlandes üblich, sind die Plätze auf den Emporen traditionell den Männern vorbehalten, da sich im Baskenland Männer und Frauen während einer Messe getrennt aufhalten. Die Pfarrkirche besitzt einen barocken, in bemaltem Holz gearbeiteten Altaraufsatz in ihrem Chor. Er besteht aus drei Tafeln, die Gemälde enthalten, die von Pilastern und Schlangensäulen eingerahmt werden. Das Ganze wird durch Skulpturen, Statuen und Flachreliefs komplettiert.[11][12]

- Schloss von Macaye. Nach dem Erwerb der Vicomté ließ die Familie Belzunce im 12. Jahrhundert einen Adelssitz an dem Paganduru genannten Ort errichten. Die Region wurde auch von den Auswirkungen der Hugenottenkriege erfasst,' und 1569 wurde das Schloss durch einen Brand zerstört und anschließend aufgegeben. Nach der Übernahme der Vicomté im Jahre 1640 durch die Castagnoles wurde das Schloss neu gebaut mit einer für das 17. Jahrhundert im Baskenland typischen Architektur.

## Wirtschaft und Infrastruktur

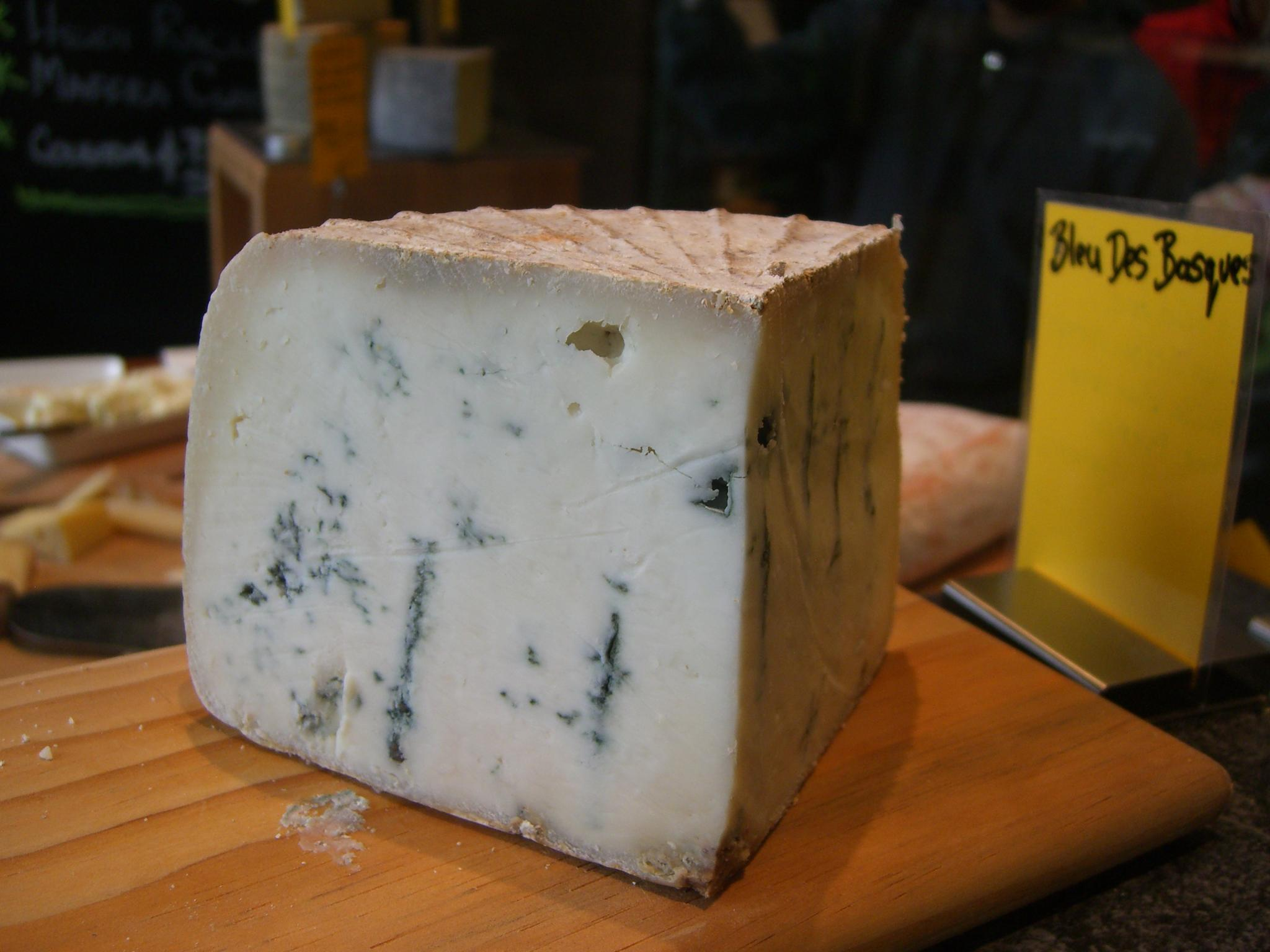
Bleu des Basques

Landwirtschaft und Dienstleistungen sind die wichtigsten Wirtschaftsfaktoren der Gemeinde. Die Käserei Onetik produziert Käse aus Kuh-, Schaf- und Ziegenmilch, darunter den Ossau-Iraty und den bekannten Bleu des Basques. Macaye liegt in den Zonen AOC des Ossau-Iraty sowie der Schweinerasse und des Schinkens „Kintoa“.

### Bildung
Die Gemeinde verfügt über eine öffentliche Vorschule.

### Sport und Freizeit
Wanderwege führen auf den Mont Ursuya (678 m) und auf den Mont Baïgura (892 m), auf dem die Sportart Gleitschirmfliegen ausgeübt werden kann.

### Verkehr
Macaye wird durchquert von den Routes départementales 119 und 252.

## Persönlichkeiten
- Ganix de Macaye, war ein Schmuggler und im Ersten Carlistenkrieg (1833–1840) verwickelt.

- Morton H. Levine, geboren zu Beginn des 20. Jahrhunderts in Kalifornien, gestorben am 1. Januar 1982, war ein amerikanischer Anthropologe. Seine Forschungen in den 1960er Jahren auf dem Gebiet der Hämatologie bezogen sich auf Besonderheiten der baskischen Bevölkerung. Seine Studien, die er in den Gemeinden Macaye und Ahetze durchführte, ergaben ein starkes Auftreten der Blutgruppe 0 mit Rhesusfaktor negativ unter der Bevölkerung.

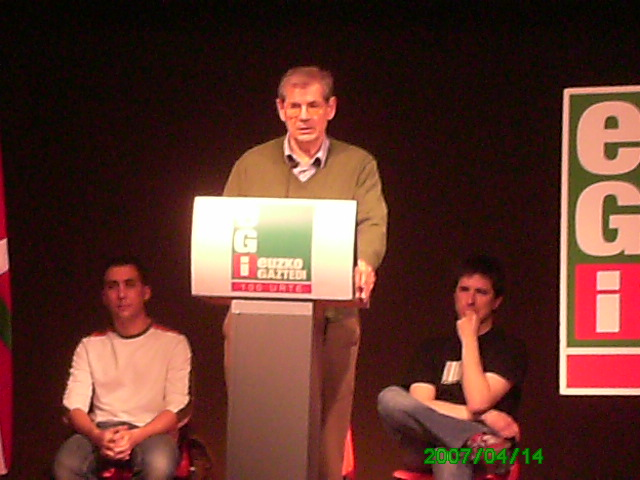
Ramuntxo Camblong

- Ramuntxo Camblong, geboren am 11. November 1940 in Macaye, ist ein französischer Politiker der zentristischen Parti nationaliste basque.